# Barbara Buchholz
Barbara Buchholz (n. 8 decembrie 1959, Duisburg, Germania – d. 10 aprilie 2012, Berlin, Germania) a fost o muziciană, interpretă la teremin și compozitoare germană. S-a dedicat muzicii electronice. A trăit și a lucrat la Berlin. 

## Viața
A studiat flautul, chitara, basul și vocea la Conservatorul Bielefeld (Germania). Din anii optzeci, a activat ca interpretă și compozitoare, colaborând la diferite proiecte multidisciplinare în domeniul teatrului. A fost basistă al trupei germane de jazz Reichlich Weiblich, compusă exclusiv din femei. A produs proiecte precum „ Tap it deep tap dance dance” și muzică, Human Interactivity și Theremin: Berlin-Moscova. 
La sfârșitul anilor 90 a cunoscut-o pe Lydia Kavina, nepoata lui Lev Theremin, inventatorul teremínului, cu Lev studiind acest instrument. Barbara Buchholz a cântat la teremín ca instrument solo în zona muzicii de jazz, muzică contemporană și în improvizație. A dezvoltat noi posibilități de sunet și tehnici noi de a cânta la acest instrument în contextul muzicii contemporane. Împreună cu Lydia Kavina a fondat Touch! Don't Touch!, o platformă de promovare a acestuia în domeniul muzicii contemporane noi. Numeroși compozitori precum Moritz Eggert, Michael Hirsch, Caspar Johannes Walter, Juliane Klein, Peter Gahn, Gordon Kampe, Sidney Corbett etc., au creat piese pentru cele două virtuoase și ansamblurile lor. 
În cadrul jazz-ului și a muzicii improvizatorice a cântat cu diferite ansambluri, printre altele, trio-ul cu trompetistul norvegian Arve Henriksen și muzicianul electronic Jan Bang. A participat în turnee alături de Jazz Bigband Graz cu producția Electric Poetry & Lo-Fi Cookies (proiect care a fost lansat și pe CD). Când a interpretat în direct prezentând albumul său solo, artistul și caricaturistul Pedda Borowski a susținut-o cu proiecții. 
A cântat la teremin în mai multe piese de orchestră contemporană și opere, precum Mica sirenă, un balet de John Neumeier cu muzică de Lera Auerbach, Opera pentru mâna stângă lui Moritz Eggert sau Opera celui mai bun om de Alex Nowitz. 
Barbara Buchholz a participat în 2009 la programul de televiziune Das Supertalent din rețeaua germană RTL, unde a prezentat și a cântat la teremin în direct. 
A murit de cancer la 10 aprilie 2012. 

## Premii și recunoaștere
- 1989: Premiul I la concursul Jazzszene NRW cu duo-ul Wilde Ehe cântă jazz.
- 1995: Amadeus de argint în concursul de muzică creativă cu duo Blech, Bass und Bellaphonie.
- 1996: Premiul I al concursului de jazz Herford cu grupul Tap It Deep.
- 1998: Premiul II la concursul de compilare în jazz și muzică improvizată de Ostwestfalen-Lippe cu Trio der Zukunft (cu trombonistul Matthias Muche și chitaristul Frank Wingold).
- 2002: Premiul special al juriului la Concursul de compoziții din orașul Bielefeld cu proiectul de muzică interactivă Waves și proiectul de muzică, cu artistul video Zeha Schröder și inginerul de sunet Sascha Kramski.
- 2003: Grant din partea Ministerului Culturii NRW cu care efectuează reședința la Centrul Theremin din Moscova.

## Discografie
- 2006, Touch! Don´t Touch!, cu Lydia Kavina și ansamblul contemporan de muzică de cameră din Berlin.
- 2006, Theremin: Russia with love.
- 2008, Moonstruck.